# Ponte Medieval de Alvalade
A Ponte Medieval de Alvalade, ou mais propriamente Ponte sobre a Ribeira de Campilhas, localiza-se sobre o antigo leito da Ribeira de Campilhas, na freguesia de Alvalade (Santiago do Cacém).
Provavelmente a sua origem é romana, recebendo obras de vulto no século XVI.
A Ponte sobre a Ribeira de Campilhas está classificada como Imóvel de Interesse Municipal desde 2004.

## História
É um dos monumentos mais interessantes de Alvalade e fez parte durante muito tempo de um sistema viário que,desde o período romano, permitia a ligação entre a cidade de Miróbriga e Pax Iulia (Beja) com passagem por Vipasca (Aljustrel), eixo viário que não deverá ter perdido a sua importância durante o período medieval. Actualmente perdeu a sua função como principal meio de atravessamento da ribeira, constituindo no entanto um importante marco na paisagem, memória antiga do caminho que por ali passava.
Sofreu obras de restauro em 2001 a cargo da Direcção Geral dos Edifícios e Monumentos Nacionais e da Câmara Municipal de Santiago do Cacém, com o apoio do IPPAR. Estas obras revelaram um marco importante de propriedade da Ordem de Santiago, que se encontrava junto a ponte, e um bloco de pedra adossado na parte superior do muro lateral, que terá sido usado pelos utilizadores da ponte para aguçar instrumentos. As intervenções realizadas pela Câmara Municipal foram de limpeza, desmatação, picagem de rebocos, regularização da bacia correspondente à cota do antigo leito, restauro das guardas e recuperação do pavimento do tabuleiro, assim como a colocação de frade em pedra de cada lado do acesso à ponte.

## Características técnicas
Outros dados relevantes sobre a Ponte Medieval de Alvalade:
- Estrutura Mista;
- Alvenaria de pedra e cal rebocada, calçada irregular com peças cerâmicas;
- Planta rectangular, simples, regular e de massa simples. Possui um tabuleiro com três planos, sendo o central horizontal e de maior extensão que o dos extremos, feitos em rampa, com vestígios de calçada irregular e muretes laterais boleados, de alvenaria rebocada. A fachada Sul de um só pano rebocado, é rasgado por cinco arcos de asa de cesto separados por contrafortes semi-cilindricos (poderão ter funcionado como talha-mares) de remate cónico. O Alçado Norte tem um esquema idêntico ao Alçado Sul mas sem contrafortes;
- O tabuleiro tem aproximadamente 53m de comprimento e 4m de largura.

## Acessos
Situa-se a 500 m da Freguesia de Alvalade, por caminho de terra batida que parte do Largo da Igreja em direcção Noroeste da Rua Padre Jorge Oliveira.